# Venezuelské námořnictvo
Venezuelské námořnictvo je částí venezuelských ozbrojených sil. Oficiální název je Bolivárovo venezuelské námořnictvo (španělsky: Armada Bolivariana de Venezuela).

## Historie

Vlajka venezuelského námořnictva

V době skončení druhé světové války bylo venezuelské námořnictvo velice slabé – vlastnilo pouze dva dělové čluny s výtlakem 615 tun. V 50. letech pak prodělalo bouřlivý rozvoj, přičemž získalo tři velké torpédoborce třídy Nueva Esparta a šest fregat třídy Almirante Clemente. Generační obměna výzbroje nastala od 70. let, kdy si Venezuela pořídila dvě moderní německé dieselelektrické ponorky typu 209 a šest italských fregat třídy Lupo. V současnosti probíhá stavba oceánských hlídkových lodí typu POVZEE a Venezuela si chce též pořídit tři nové dieselelektrické ponorky ruské třídy Kilo.

## Složení

### Fregaty

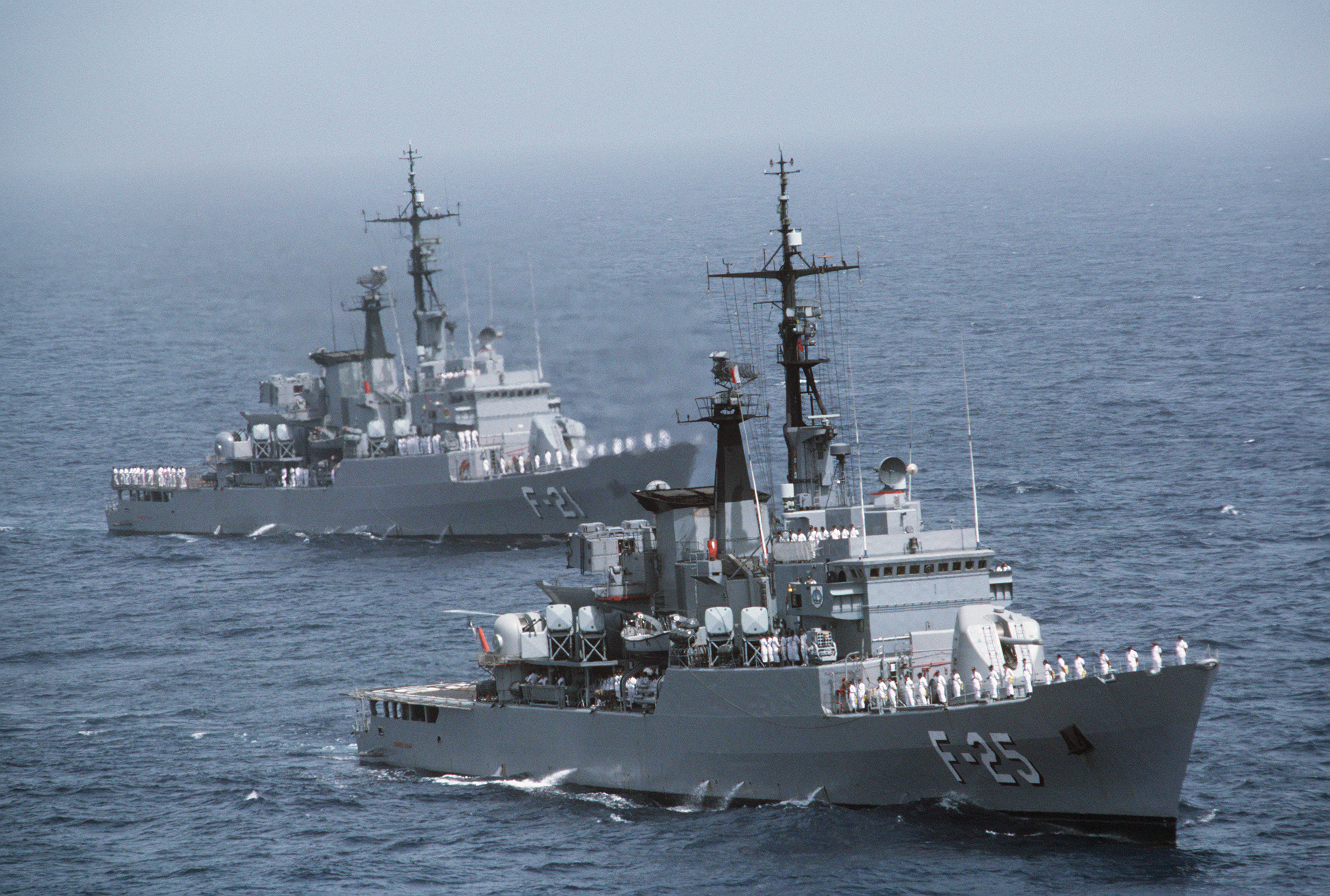
Fregaty General Salom (v popředí) a Mariscal Sucre poblíž Caracasu

- Třída Mariscal Sucre – italská třída Lupo
  - Mariscal Sucre (F-21)
  - Almirante Brión (F-22)
  - General Urdaneta (F-23)
  - General Soublette (F-24)
  - General Salóm (F-25)
  - Almirante García (F-26)

### Korvety
- Třída Guaiquerí – Avante 2200
  - Guaiquerí (PO-11)
  - Yecuana (PO-13)
  - Kariña (PO-14)

### Ponorky
- Třída Sábalo – německý typ 209
  - Sábalo (S-31)
  - Caribe (S-32)

### Raketové čluny

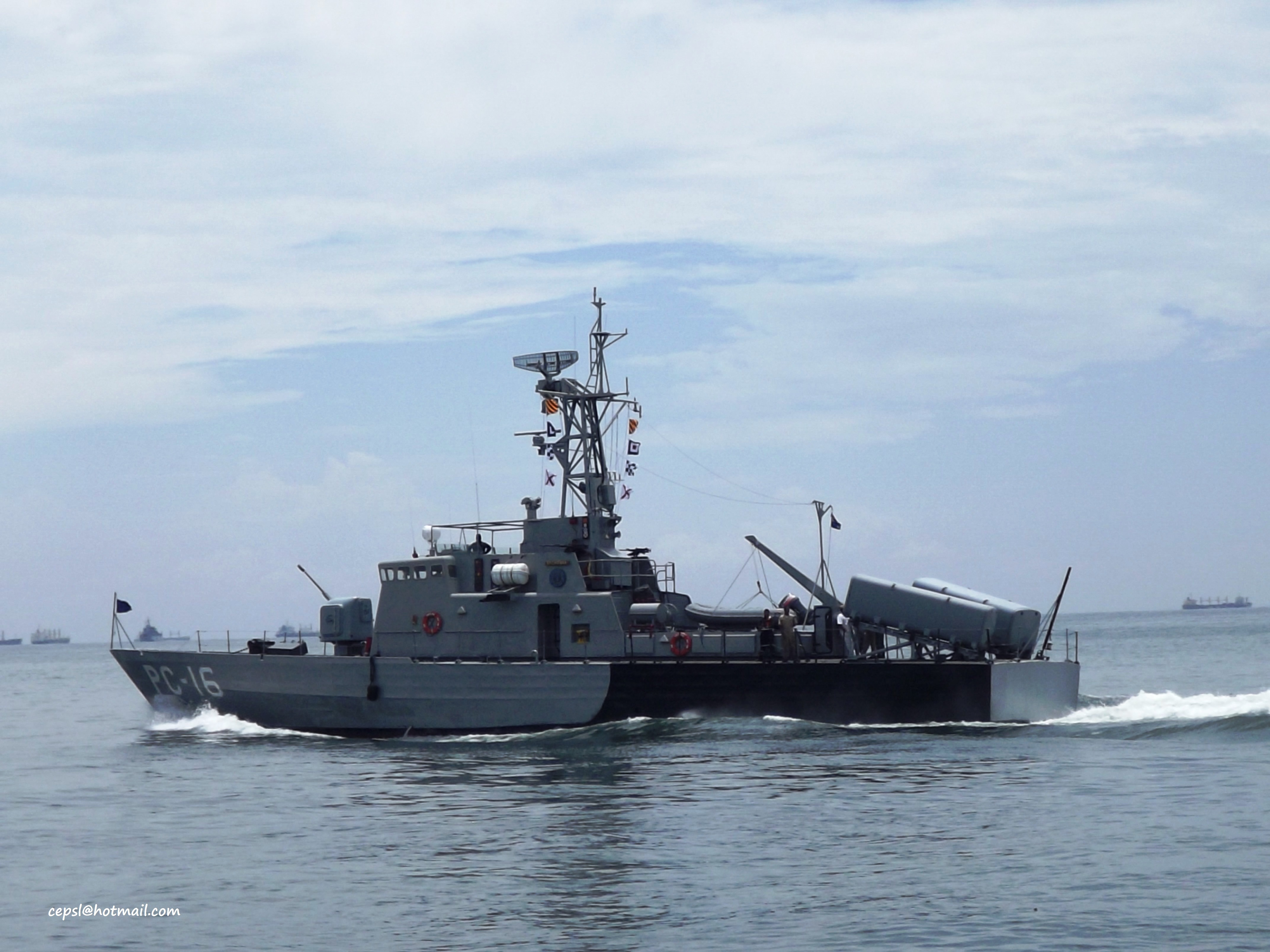
Victoria (PC-16)

- Třída Peykaap III
  - Goleta Independencia (LCM-103)
  - Goleta Emprendedora (LCM-105)

- Třída Federación
  - Federación (PC-12)
  - Libertad (PC-14)
  - Victoria (PC-16)

### Hlídkové lodě
- Třída Constitución
  - Constitución (PC-11)
  - Independencia (PC-12)
  - Patria (PC-15)

### Výsadkové lodě

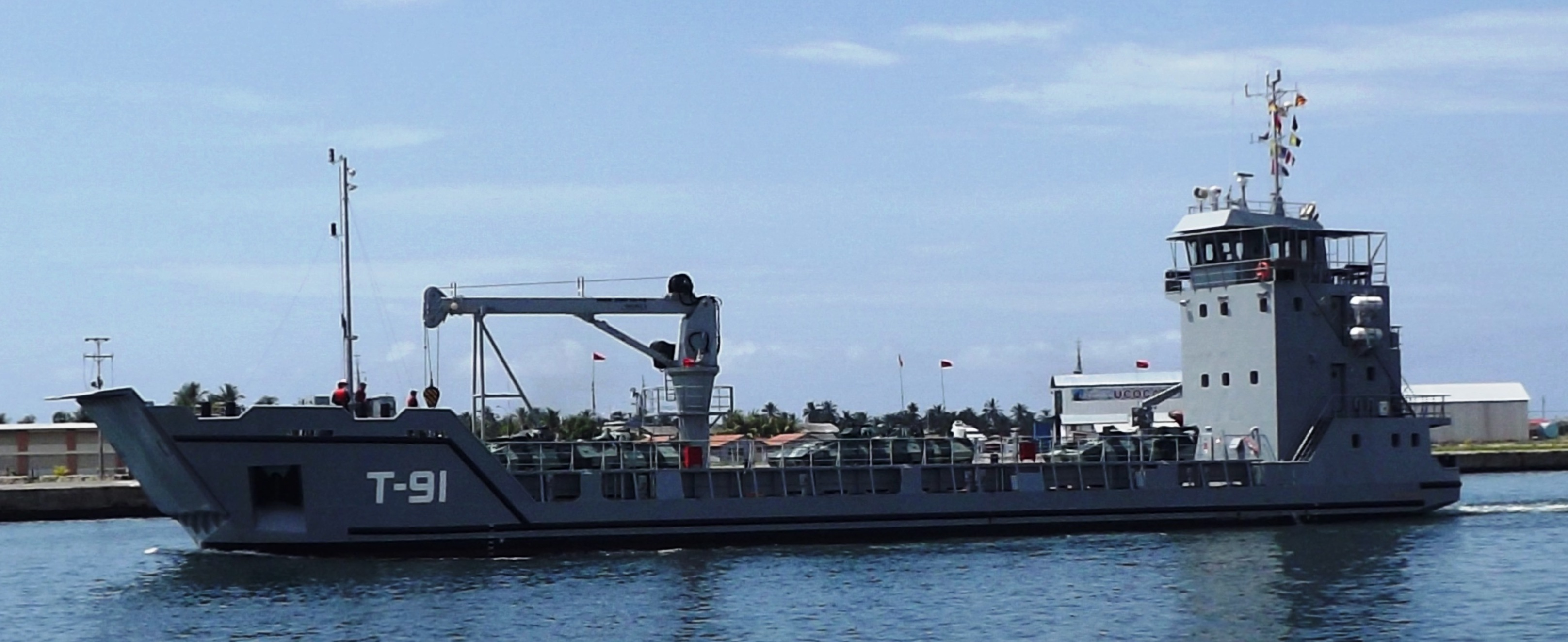
Los Frailes (T-91)

- Los Hermanos (T-95) – Damen Landing Ship Logistic 55

- Třída Los Frailes – Damen Stan Lander 5612
  - Los Frailes (T-91)
  - Los Testigos (T-92)
  - Los Roques (T-93)
  - Los Monjes (T-94)

- Třída Capana (4 ks)

### Pomocné lodě

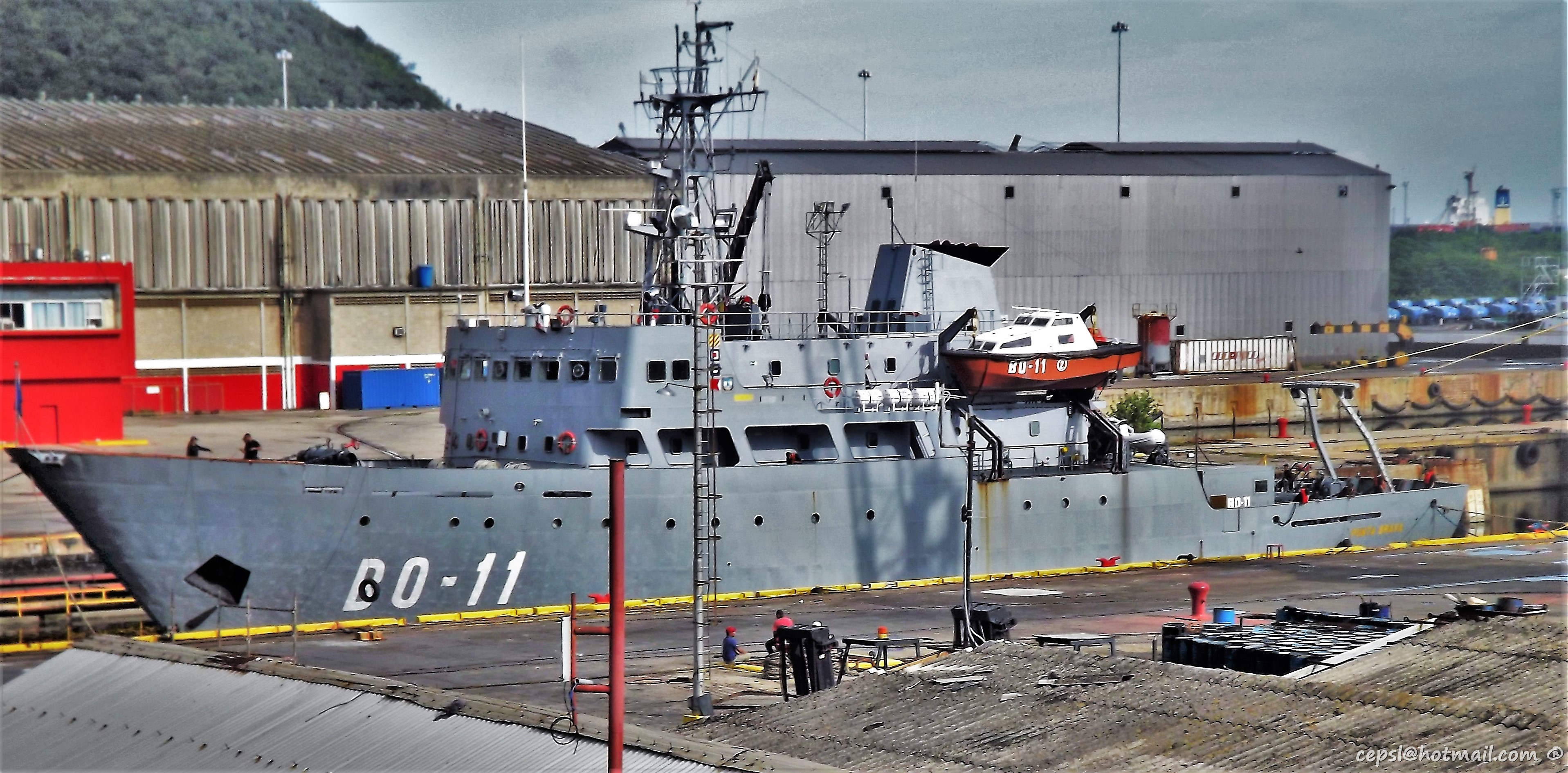
Punta Brava (BO-11)

- Cumaná (T-82) (ex Mayan Princess) – tanker
- Ciudad Bolivar (T-81) – zásobovací tanker

- La Asunción (T-101) – transportní loď

- Punta Brava (BO-11) – oceánografická loď

### Cvičné lodě

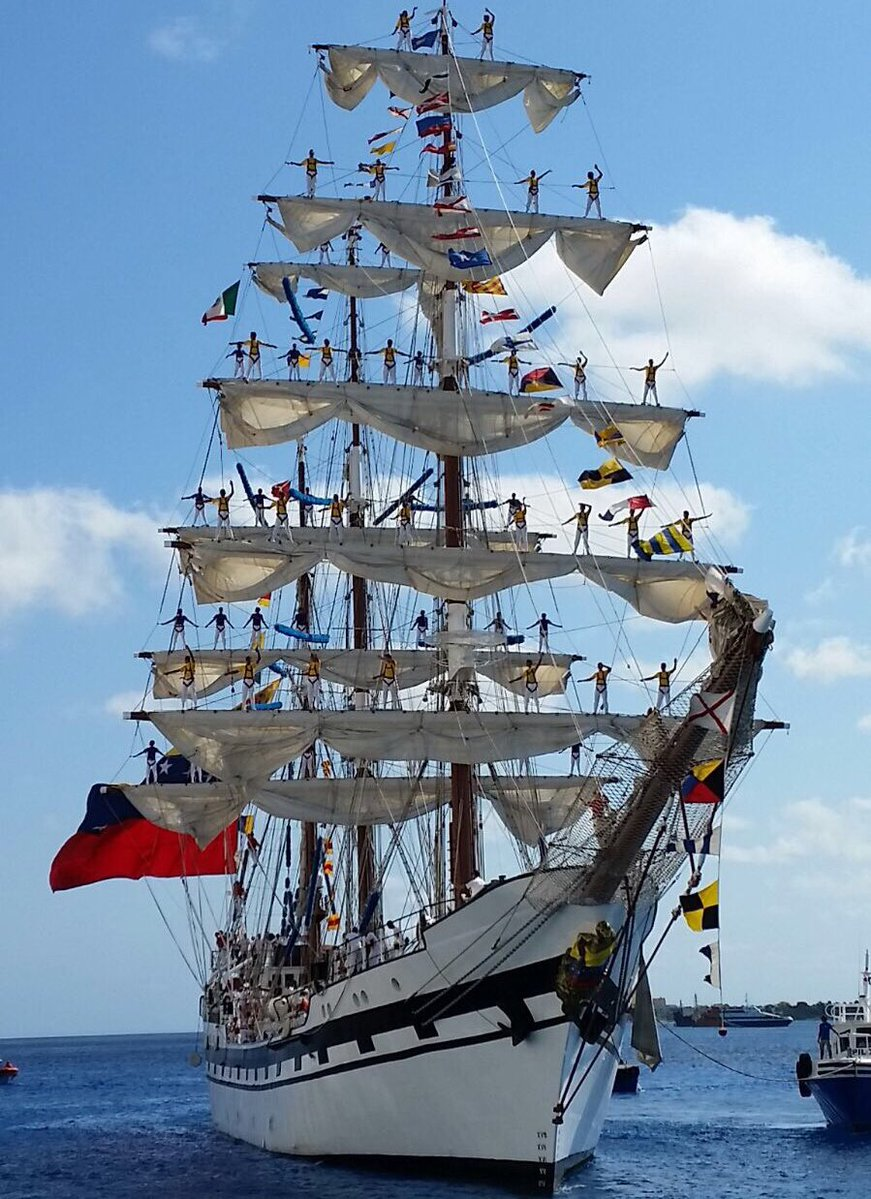
Simón Bolívar (BE-11)

- Simón Bolívar (BE-11) – cvičná plachetnice